# Welat
Welat ist ein kurdischer Vor- und Nachname.

## Bedeutung
Welat bedeutet auf kurdisch „Heimat“ und ist aus dem Plural des arabischen Wilaya hergeleitet.

## Weiteres
- Azadiya Welat (Die Freiheit der Heimat) eine kurdische Zeitung in der Türkei.